# Alloxysta orthocera
Alloxysta orthocera is een vliesvleugelig insect uit de familie van de Figitidae. De wetenschappelijke naam van de soort is voor het eerst geldig gepubliceerd in 1902 door Kieffer.